# Награда „Небюла“ за най-добра повест
Награда „Небюла“ за най-добра повест (на английски: Nebula Award for Best Novella) е една от категориите, в които се връчва награда „Небюла“. В тази категория се номинират произведения, които имат размер от 17 500 до 40 000 думи. Първата награда „Небюла“ за най-добра повест е връчена през 1965 г.

## Победители

##### 1965
- He Who Shapes – Роджър Зелазни
- The Saliva Tree – Брайън Олдис

##### 1966
The Last Castle – Джак Ванс

##### 1967
Behold the Man – Майкъл Муркок

##### 1968
Dragonrider – Ан Макафри

##### 1969
A Boy and His Dog – Харлан Елисън

##### 1970
Ill Met in Lankhmar – Фриц Лейбър

##### 1971
The Missing Man – Катерин Маклийн

##### 1972
„Среща с Медуза“ – Артър Кларк

##### 1973
The Death of Doctor Island – Джейн Улф

##### 1974
Born with the Dead – Робърт Силвърбърг

##### 1975
Home Is the Hangman – Роджър Зелазни

##### 1976
Houston, Houston, Do You Read? – Джеймс Типтри

##### 1977
Stardance – Спайдър Робинсън и Джийн Робинсън

##### 1978
The Persistence of Vision – Джон Варли

##### 1979
Enemy Mine – Бари Лонгиър

##### 1980
Unicorn Tapestry – Сузи Чарнас

##### 1981
The Saturn Game – Пол Андерсън

##### 1982
Another Orphan – Джон Кесел

##### 1983
Hardfought – Грег Беър

##### 1984
PRESS ENTER – Джон Варли

##### 1985
Sailing to Byzantium – Робърт Силвърбърг

##### 1986
R&R – Лусиъс Шепард

##### 1987
The Blind Geometer – Ким Робинсън

##### 1988
The Last of the Winnebagos – Кони Уилис

##### 1989
The Mountains of Mourning – Лоис Бюджолд

##### 1990
The Hemingway Hoax – Джо Холдеман

##### 1991
Beggars in Spain – Нанси Крес

##### 1992
City of Truth – Джеймс Морол

##### 1993
The Night We Buried Road Dog – Джак Кейди

##### 1994
Seven Views of Olduvai Gorge – Майк Резник

##### 1995
Last Summer at Mars Hill – Елизабет Ханд

##### 1996
Da Vinci Rising – Джак Дан

##### 1997
Abandon in Place – Джери Олшън

##### 1998
Reading the Bones – Шийла Финч

##### 1999
Story of Your Life – Тед Чанг

##### 2000
Goddesses – Линда Нагата

##### 2001
The Ultimate Earth – Джак Уилямсън

##### 2002
Bronte's Egg – Ричард Чуедик

##### 2003
Coraline – Нийл Геймън

##### 2004
The Green Leopard Plague – Уолтър Уилямс

##### 2005
Magic for Beginners – Кели Линк

##### 2006
Burn – Джеймс Патрик Кели

##### 2007
Fountain of Age – Нанси Крес

##### 2008
The Spacetime Pool – Катерин Асаро

##### 2009
The Women of Nell Gwynne's – Кейдж Бейкър

##### 2010
The Lady Who Plucked Red Flowers beneath the Queen's Window – Рейчъл Свирски

##### 2011
The Man Who Bridged the Mist – Кидж Джонсън

##### 2012
After the Fall, Before the Fall, During the Fall – Нанси Крес

##### 2013
The Weight of the Sunrise – Вилар Кафтан

##### 2014
Yesterday's Kin – Нанси Крес

##### 2015
Binti – Неди Окорафор